# Torneo di Wimbledon 2006
Il Torneo di Wimbledon 2006 è stata la 120ª edizione del Torneo di Wimbledon e terza prova stagionale dello Slam per il 2006. Si è disputato dal 26 giugno al 9 luglio 2006 all'All England Lawn Tennis and Croquet Club. Il singolare maschile è stato vinto per la quarta volta consecutiva dallo svizzero Roger Federer, che si è imposto sul giovane rivale spagnolo Rafael Nadal in quattro set. Il singolare femminile è stato vinto dalla francese Amélie Mauresmo, che ha battuto in tre set la belga Justine Henin. Nel doppio maschile si sono imposti i fratelli americani Bob e Mike Bryan, mentre nel doppio femminile hanno trionfato le cinesi Yan Zi e Zheng Jie. Nel doppio misto la vittoria è andata ad Andy Ram e Vera Zvonarëva.

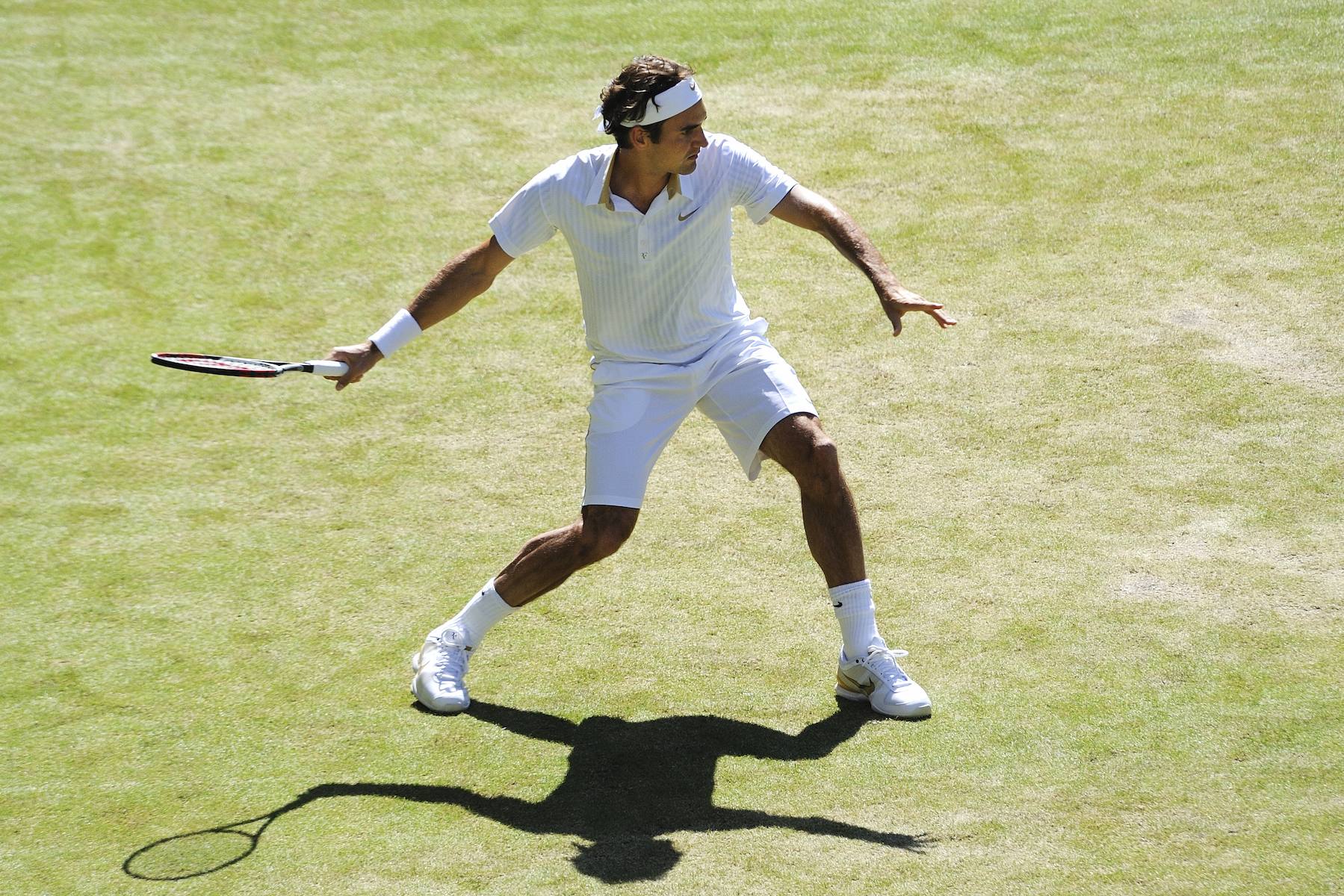
Roger Federer vince il 4º titolo consecutivo a Wimbledon

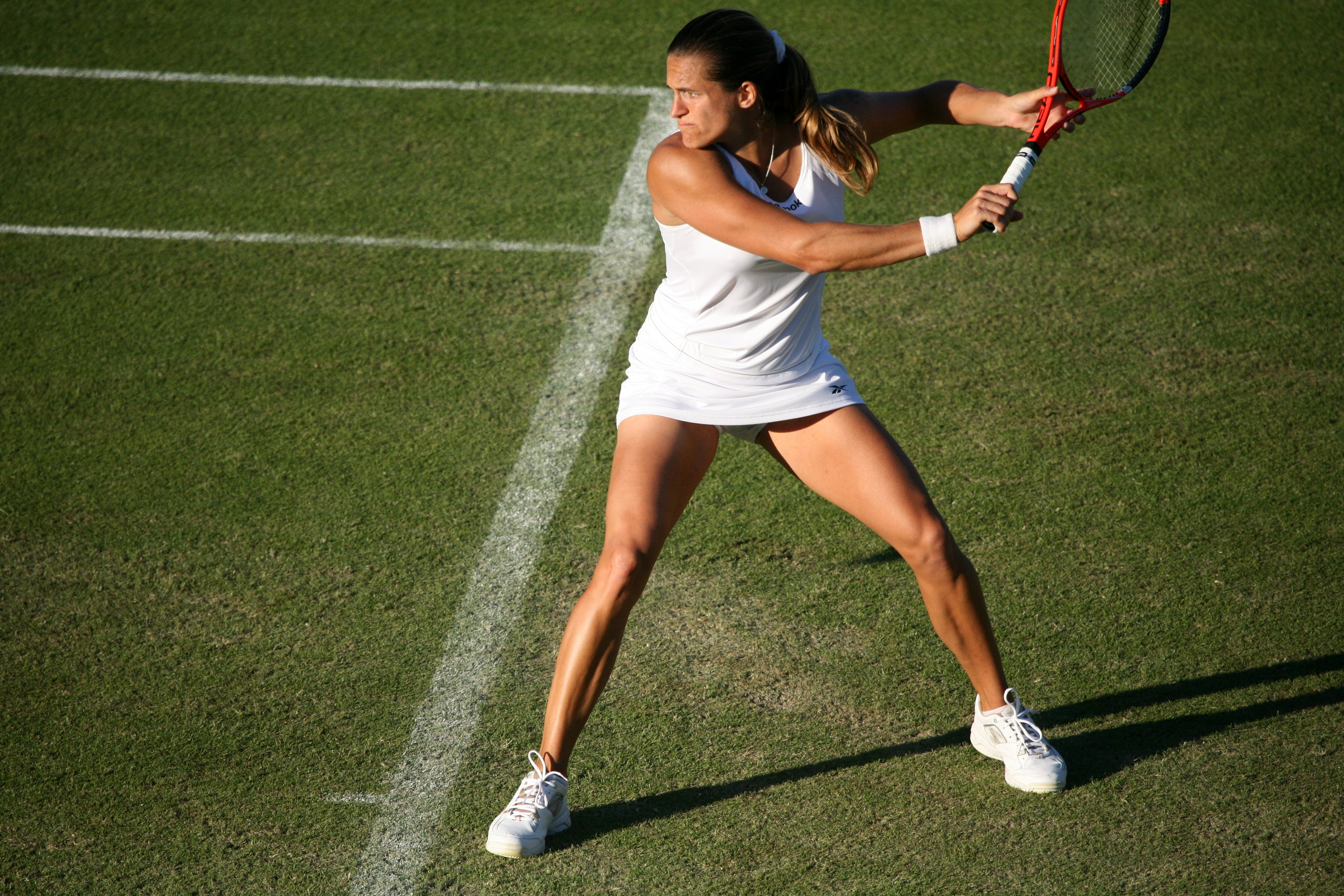
Amélie Mauresmo vince a sorpresa il torneo di Wimbledon

## Partecipanti uomini

### Teste di serie
| Nazionalità | Giocatore           | Ranking | Testa di serie |
| ----------- | ------------------- | ------- | -------------- |
| Svizzera    | Roger Federer       | 1       | 1              |
| Spagna      | Rafael Nadal        | 2       | 2              |
| Stati Uniti | Andy Roddick        | 5       | 3              |
| Argentina   | David Nalbandian    | 3       | 4              |
| Croazia     | Ivan Ljubičić       | 4       | 5              |
| Australia   | Lleyton Hewitt      | 9       | 6              |
| Croazia     | Mario Ančić         | 12      | 7              |
| Stati Uniti | James Blake         | 7       | 8              |
| Russia      | Nikolaj Davydenko   | 6       | 9              |
| Cile        | Fernando González   | 10      | 10             |
| Spagna      | Tommy Robredo       | 8       | 11             |
| Svezia      | Thomas Johansson    | 21      | 12             |
| Rep. Ceca   | Tomáš Berdych       | 14      | 13             |
| Rep. Ceca   | Radek Štěpánek      | 13      | 14             |
| Francia     | Sébastien Grosjean  | 26      | 15             |
| Argentina   | Gastón Gaudio       | 11      | 16             |
| Stati Uniti | Robby Ginepri       | 16      | 17             |
| Cipro       | Marcos Baghdatis    | 17      | 18             |
| Germania    | Tommy Haas          | 24      | 19             |
| Slovacchia  | Dominik Hrbatý      | 22      | 20             |
| Francia     | Gaël Monfils        | 23      | 21             |
| Finlandia   | Jarkko Nieminen     | 18      | 22             |
| Spagna      | David Ferrer        | 19      | 23             |
| Spagna      | Juan Carlos Ferrero | 28      | 24             |
| Stati Uniti | Andre Agassi        | 20      | 25             |
| Belgio      | Olivier Rochus      | 29      | 26             |
| Russia      | Dmitrij Tursunov    | 31      | 27             |
| Spagna      | Fernando Verdasco   | 30      | 28             |
| Thailandia  | Paradorn Srichaphan | 36      | 29             |
| Belgio      | Kristof Vliegen     | 35      | 30             |
| Cile        | Nicolás Massú       | 33      | 31             |
| Francia     | Paul Henri Mathieu  | 34      | 32             |

### Altri partecipanti
I seguenti giocatori hanno ricevuto una wildcard per il tabellone principale:
- Richard Bloomfield
- Mark Philippoussis
- Jamie Delgado
- Andrei Pavel
- Martin Lee
- Alan Mackin
- Jamie Baker
- Alex Bogdanović

I seguenti giocatori sono passati dalle qualificazioni:

- Irakli Labadze
- Benjamin Becker
- Roko Karanušić
- Stefano Galvani
- Alejandro Falla
- Robert Kendrick
- Wayne Arthurs
- Kevin Kim
- Benedikt Dorsch
- Frank Dancevic
- Kristian Pless
- Simon Stadler
- Michael Berrer
- Marcel Granollers
- Alexander Peya
- Joshua Goodall
- Richard Bloomfield (lucky loser)
- Mark Philippoussis (lucky loser)
- Jamie Delgado (lucky loser)
- Andrei Pavel (lucky loser)
- Martin Lee (lucky loser)
- Jean Christophe Faurel (lucky loser)

## Risultati

### Singolare maschile

#### Statistiche della finale maschile[1]
| 9 luglio 2006 14:00 Finale maschile | Roger Federer [1] | 3 – 1 6-0, 7–6(5), 6(2)–7, 6-3 | Rafael Nadal [2] | Centre Court, Wimbledon spettatori: 22.000 |

|       |                         |       |  |
| 69%   | Prime di servizio       | 74%   |  |
|       |                         |       |  |
| 1     | Doppi falli             | 3     |  |
|       |                         |       |  |
| 40    | Errori gratuiti         | 37    |  |
|       |                         |       |  |
| 66    | Vincenti                | 53    |  |
|       |                         |       |  |
| 13    | Aces                    | 9     |  |
|       |                         |       |  |
| 76.2% | Vincenti 1ª di servizio | 68.1% |  |
|       |                         |       |  |
| 57.1% | Vincenti 2ª di servizio | 42.4% |  |
|       |                         |       |  |
| 133   | Punti totali            | 113   |  |
|       |                         |       |  |
|       |                         |       |  |

|  | Quarti di finale | Quarti di finale | Quarti di finale | Quarti di finale | Quarti di finale | Quarti di finale | Quarti di finale |  |  | Semifinali       | Semifinali       | Semifinali       | Semifinali       | Semifinali   | Semifinali | Semifinali |   |   | Finale        | Finale        | Finale        | Finale | Finale | Finale | Finale |  |
|  |                  |                  |                  |                  |                  |                  |                  |  |  |                  |                  |                  |                  |              |            |            |   |   |               |               |               |        |        |        |        |  |
|  | 1                | Roger Federer    | Roger Federer    | Roger Federer    | 6                | 6                | 6                |  |  |                  |                  |                  |                  |              |            |            |   |   |               |               |               |        |        |        |        |  |
|  | 7                | Mario Ančić      | Mario Ančić      | Mario Ančić      | 4                | 4                | 4                |  |  | Roger Federer    | Roger Federer    | Roger Federer    | Roger Federer    | 6            | 6          | 6          |   |   |               |               |               |        |        |        |        |  |
|  | 14               | Radek Štěpánek   | 63               | 6                | 7                | 67               | 4                |  |  | Jonas Björkman   | Jonas Björkman   | Jonas Björkman   | Jonas Björkman   | 2            | 0          | 2          |   |   |               |               |               |        |        |        |        |  |
|  |                  | Jonas Björkman   | 7                | 4                | 65               | 7                | 6                |  |  |                  |                  |                  |                  |              |            |            |   |   | Roger Federer | Roger Federer | Roger Federer | 6      | 7      | 62     | 6      |  |
|  | 6                | Lleyton Hewitt   | Lleyton Hewitt   | 1                | 7                | 65               | 2                |  |  |                  |                  | Rafael Nadal     | Rafael Nadal     | Rafael Nadal | 0          | 65         | 7 | 3 |               |               |               |        |        |        |        |  |
|  | 18               | Marcos Baghdatis | Marcos Baghdatis | 6                | 5                | 7                | 6                |  |  | Marcos Baghdatis | Marcos Baghdatis | Marcos Baghdatis | Marcos Baghdatis | 1            | 5          | 3          |   |   |               |               |               |        |        |        |        |  |
|  | 22               | Jarkko Nieminen  | Jarkko Nieminen  | Jarkko Nieminen  | 3                | 4                | 4                |  |  | Rafael Nadal     | Rafael Nadal     | Rafael Nadal     | Rafael Nadal     | 6            | 7          | 6          |   |   |               |               |               |        |        |        |        |  |
|  | 2                | Rafael Nadal     | Rafael Nadal     | Rafael Nadal     | 6                | 6                | 6                |  |  |                  |                  |                  |                  |              |            |            |   |   |               |               |               |        |        |        |        |  |

### Singolare femminile
|  | Quarti di finale | Quarti di finale   | Quarti di finale | Quarti di finale | Quarti di finale |  |  | Semifinali      | Semifinali      | Semifinali    | Semifinali    | Semifinali |   |   | Finale          | Finale          | Finale | Finale | Finale |  |
|  |                  |                    |                  |                  |                  |  |  |                 |                 |               |               |            |   |   |                 |                 |        |        |        |  |
|  | 1                | Amélie Mauresmo    | 6                | 3                | 6                |  |  |                 |                 |               |               |            |   |   |                 |                 |        |        |        |  |
|  | 9                | Anastasija Myskina | 1                | 6                | 3                |  |  | Amélie Mauresmo | Amélie Mauresmo | 6             | 3             | 6          |   |   |                 |                 |        |        |        |  |
|  | 4                | Marija Šarapova    | Marija Šarapova  | 6                | 6                |  |  | Marija Šarapova | Marija Šarapova | 3             | 6             | 2          |   |   |                 |                 |        |        |        |  |
|  | 7                | Elena Dement'eva   | Elena Dement'eva | 1                | 4                |  |  |                 |                 |               |               |            |   |   | Amélie Mauresmo | Amélie Mauresmo | 2      | 6      | 6      |  |
|  | Q                | Séverine Brémond   | Séverine Brémond | 4                | 4                |  |  |                 |                 | Justine Henin | Justine Henin | 6          | 3 | 4 |                 |                 |        |        |        |  |
|  | 3                | Justine Henin      | Justine Henin    | 6                | 6                |  |  | Justine Henin   | Justine Henin   | Justine Henin | 6             | 7          |   |   |                 |                 |        |        |        |  |
|  | 27               | Li Na              | Li Na            | 4                | 5                |  |  | Kim Clijsters   | Kim Clijsters   | Kim Clijsters | 4             | 6          |   |   |                 |                 |        |        |        |  |
|  | 2                | Kim Clijsters      | Kim Clijsters    | 6                | 7                |  |  |                 |                 |               |               |            |   |   |                 |                 |        |        |        |  |

### Doppio maschile
|  | Quarti di finale | Quarti di finale               | Quarti di finale               | Quarti di finale               | Quarti di finale | Quarti di finale | Quarti di finale |  |  | Semifinali                     | Semifinali                     | Semifinali                     | Semifinali                     | Semifinali                     | Semifinali | Semifinali |   |   | Finale               | Finale               | Finale               | Finale | Finale | Finale | Finale |  |
|  |                  |                                |                                |                                |                  |                  |                  |  |  |                                |                                |                                |                                |                                |            |            |   |   |                      |                      |                      |        |        |        |        |  |
|  | 1                | Bob Bryan Mike Bryan           | Bob Bryan Mike Bryan           | Bob Bryan Mike Bryan           | 7                | 7                | 6                |  |  |                                |                                |                                |                                |                                |            |            |   |   |                      |                      |                      |        |        |        |        |  |
|  | 11               | Lukáš Dlouhý Pavel Vízner      | Lukáš Dlouhý Pavel Vízner      | Lukáš Dlouhý Pavel Vízner      | 6                | 6                | 1                |  |  | Bob Bryan Mike Bryan           | Bob Bryan Mike Bryan           | Bob Bryan Mike Bryan           | 6                              | 6                              | 7          | 6          |   |   |                      |                      |                      |        |        |        |        |  |
|  | 3                | Mark Knowles Daniel Nestor     | 5                              | 6                              | 6                | 6                | 23               |  |  | Mark Knowles Daniel Nestor     | Mark Knowles Daniel Nestor     | Mark Knowles Daniel Nestor     | 4                              | 7                              | 6          | 1          |   |   |                      |                      |                      |        |        |        |        |  |
|  | 8                | Simon Aspelin Todd Perry       | 7                              | 3                              | 7                | 3                | 21               |  |  |                                |                                |                                |                                |                                |            |            |   |   | Bob Bryan Mike Bryan | Bob Bryan Mike Bryan | Bob Bryan Mike Bryan | 6      | 4      | 6      | 6      |  |
|  | 7                | Martin Damm Leander Paes       | 7                              | 6                              | 6                | 7                | 6                |  |  |                                |                                | Fabrice Santoro Nenad Zimonjić | Fabrice Santoro Nenad Zimonjić | Fabrice Santoro Nenad Zimonjić | 3          | 6          | 4 | 2 |                      |                      |                      |        |        |        |        |  |
|  | 4                | Paul Hanley Kevin Ullyet       | 6                              | 7                              | 7                | 6                | 2                |  |  | Martin Damm Leander Paes       | Martin Damm Leander Paes       | Martin Damm Leander Paes       | Martin Damm Leander Paes       | 6                              | 6          | 7          |   |   |                      |                      |                      |        |        |        |        |  |
|  | 6                | Fabrice Santoro Nenad Zimonjić | Fabrice Santoro Nenad Zimonjić | Fabrice Santoro Nenad Zimonjić | 6                | 6                | 6                |  |  | Fabrice Santoro Nenad Zimonjić | Fabrice Santoro Nenad Zimonjić | Fabrice Santoro Nenad Zimonjić | Fabrice Santoro Nenad Zimonjić | 2                              | 1          | 5          |   |   |                      |                      |                      |        |        |        |        |  |
|  | 2                | Jonas Björkman Maks Mirny      | Jonas Björkman Maks Mirny      | Jonas Björkman Maks Mirny      | 4                | 4                | 4                |  |  |                                |                                |                                |                                |                                |            |            |   |   |                      |                      |                      |        |        |        |        |  |

### Doppio misto
|  | Quarti di finale | Quarti di finale                     | Quarti di finale                     | Quarti di finale                  | Quarti di finale |  |  | Semifinali               | Semifinali               | Semifinali               | Semifinali               | Semifinali               |   |   | Finale                  | Finale                  | Finale                  | Finale | Finale |  |
|  |                  |                                      |                                      |                                   |                  |  |  |                          |                          |                          |                          |                          |   |   |                         |                         |                         |        |        |  |
|  | 16               | František Čermák Anna-Lena Grönefeld | František Čermák Anna-Lena Grönefeld | 3                                 | 4                |  |  |                          |                          |                          |                          |                          |   |   |                         |                         |                         |        |        |  |
|  | 9                | Andy Ram Vera Zvonarëva              | Andy Ram Vera Zvonarëva              | 6                                 | 6                |  |  | Andy Ram Vera Zvonarëva  | Andy Ram Vera Zvonarëva  | Andy Ram Vera Zvonarëva  | 6                        | 7                        |   |   |                         |                         |                         |        |        |  |
|  | 3                | Wayne Black Cara Black               | Wayne Black Cara Black               | Wayne Black Cara Black            | w/o              |  |  | Wayne Black Cara Black   | Wayne Black Cara Black   | Wayne Black Cara Black   | 3                        | 6                        |   |   |                         |                         |                         |        |        |  |
|  | 7                | Nenad Zimonjić Katarina Srebotnik    | Nenad Zimonjić Katarina Srebotnik    | Nenad Zimonjić Katarina Srebotnik | r                |  |  |                          |                          |                          |                          |                          |   |   | Andy Ram Vera Zvonarëva | Andy Ram Vera Zvonarëva | Andy Ram Vera Zvonarëva | 6      | 6      |  |
|  |                  | Bob Bryan Venus Williams             | Bob Bryan Venus Williams             | 5                                 | 6                |  |  |                          |                          | Bob Bryan Venus Williams | Bob Bryan Venus Williams | Bob Bryan Venus Williams | 2 | 3 |                         |                         |                         |        |        |  |
|  | 4                | Leander Paes Samantha Stosur         | Leander Paes Samantha Stosur         | 6                                 | 3                |  |  | Bob Bryan Venus Williams | Bob Bryan Venus Williams | Bob Bryan Venus Williams | 7                        | 7                        |   |   |                         |                         |                         |        |        |  |
|  | 5                | Daniel Nestor Elena Lichovceva       | Daniel Nestor Elena Lichovceva       | 2                                 | 3                |  |  | Maks Mirny Zheng Jie     | Maks Mirny Zheng Jie     | Maks Mirny Zheng Jie     | 5                        | 5                        |   |   |                         |                         |                         |        |        |  |
|  | 2                | Maks Mirny Zheng Jie                 | Maks Mirny Zheng Jie                 | 6                                 | 6                |  |  |                          |                          |                          |                          |                          |   |   |                         |                         |                         |        |        |  |

## Junior

### Singolare ragazzi
Thiemo de Bakker ha battuto in finale  Marcin Gawron col punteggio di 6-2, 7–6(4)

### Singolare ragazze
Caroline Wozniacki ha battuto in finale  Magdaléna Rybáriková col punteggio di 3-6, 6-1, 6-3

### Doppio ragazzi
Kellen Damico /  Nathaniel Schnugg hanno battuto in finale  Martin Kližan /  Andrej Martin col punteggio di 7–6(7), 6-2

### Doppio ragazze
Alisa Klejbanova /  Anastasija Pavljučenkova hanno battuto in finale  Kristina Antoniychuk /  Alexandra Dulgheru col punteggio di 6-1, 6-2

## Altri eventi

### Doppio maschile over 45
Kevin Curren /  Johan Kriek hanno battuto in finale  Peter McNamara /  Paul McNamee col punteggio di 7-5, 6(8)–7, 7–6(9)

### Doppio maschile over 35
Todd Woodbridge /  Mark Woodforde hanno battuto in finale  T.J. Middleton /  David Wheaton col punteggio di 6(5)–7, 7-5, 7–6(4)

### Doppio femminile over 35
Rosalyn Nideffer /  Jana Novotná hanno battuto in finale  Tracy Austin /  Nathalie Tauziat col punteggio di 6-4, 6-3

### Doppio maschile in carrozzina
Shingo Kunieda /  Satoshi Saida hanno battuto in finale  Michael Jeremiasz /  Jayant Mistry col punteggio di 7-5, 6-2